# Růže Jundzillova

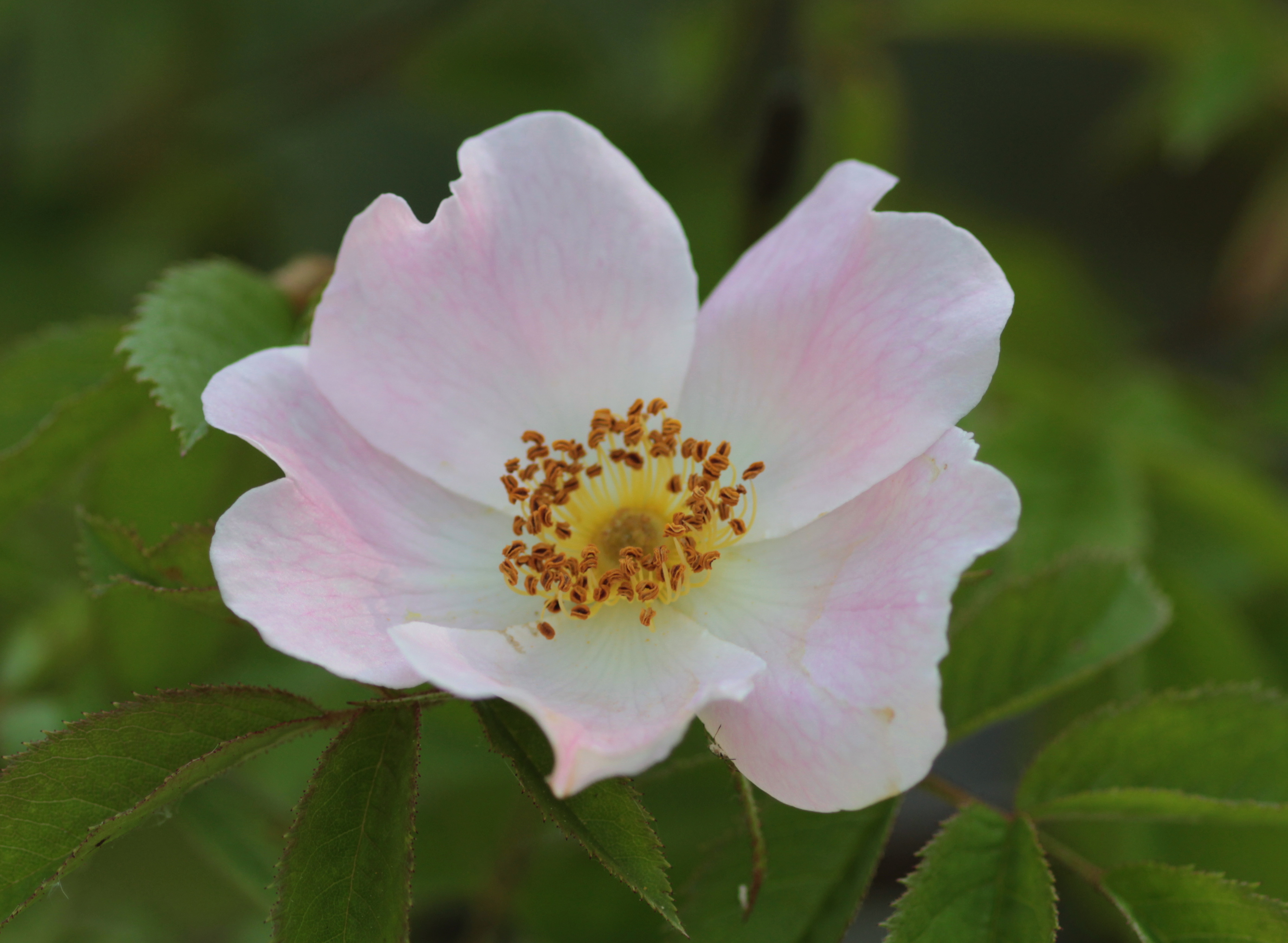
Květ

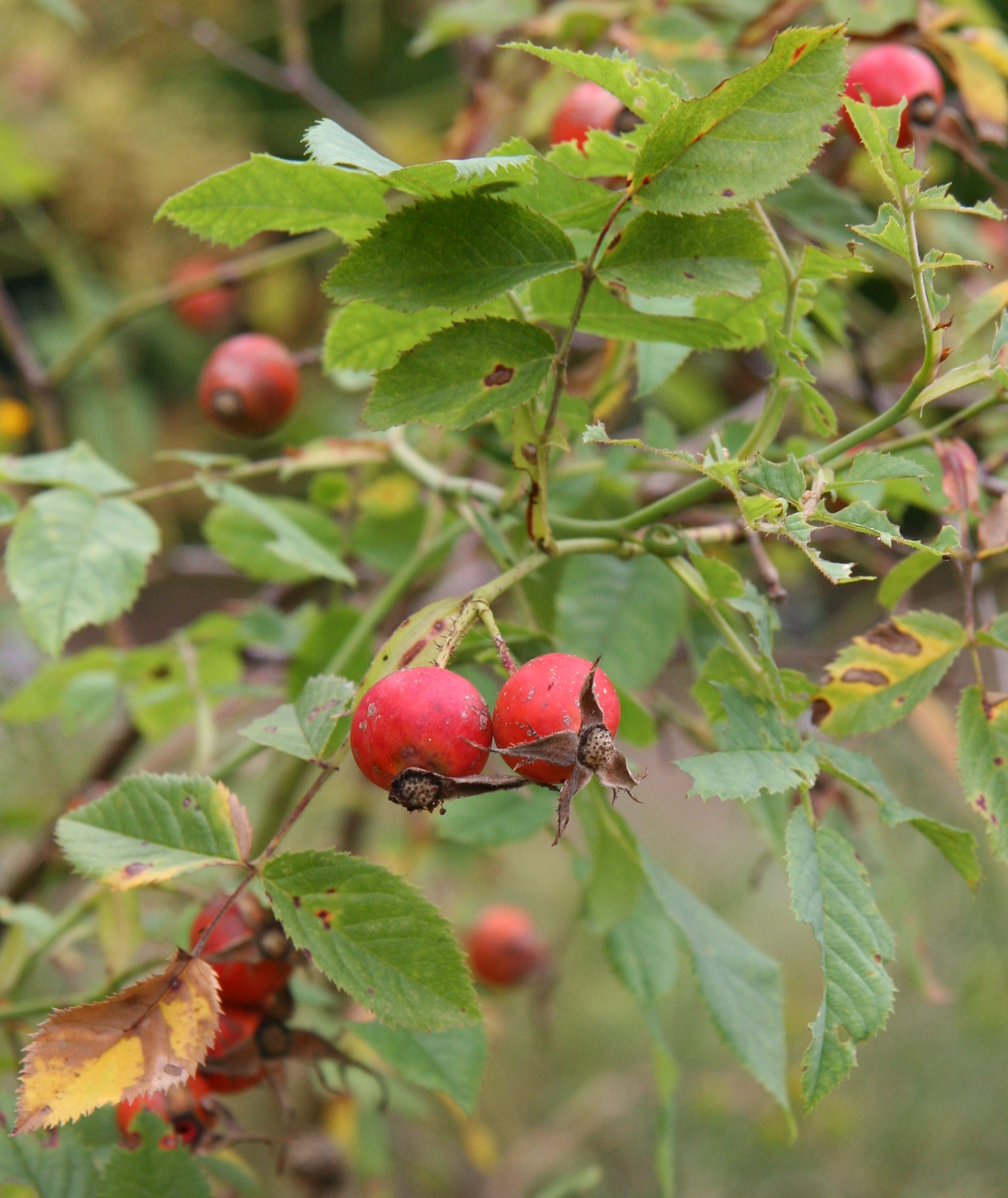
Plody

Růže Jundzillova (Rosa marginata) je ostnitý, obvykle planě rostoucí keř. Kvete v červnu a červenci až 5 cm velkými růžovými květy a na podzim na něm uzrávají tmavě červené šípky kulovitého tvaru. Většina odborníků se domnívá, že v minulosti vznikl křížením mezi růži keltskou a růži šípkovou. Tato teorie byla podpořena úspěšným experimentálním křížením obou předpokládaných rodičů.
Růži prvně popsal a pojmenoval vědeckým jménem Rosa marginata v roce 1815 německý botanik Carl Friedrich Wilhelm Wallroth. Později se více vžilo nesprávné pojmenování Rosa jundzillii, (k němuž byl předlohou litevský botanik a lékař Stanislaw Bonifacy Jundzill), které roku 1816 navrhl rakouský botanik Wilibald Swibert Joseph Gottlieb von Besser.

## Rozšíření
Růže Jundzillova je druhem růže s evropsko-západoasijským areálem. Na západě Evropy roste ve Francii a Švýcarsku, dále v celé střední Evropě, na východě v jižním Rusku až po sever Kavkazu a východ Uralu, v jižní Evropě na Balkánu a v západní Asii na území Turecka. V minulosti se vyskytovala i na severu Evropy ve Švédsku, kde je v současnosti pokládána za vyhynulou.
V České republice roste častěji v termofytiku, roztroušeně nebo pouze ojediněle v mezofytiku, vyskytuje se od planárního po suprakolinní stupeň. V Česku je známá nejvýše ze 750 m n. m. z Doupovských hor v Podkrušnohoří, jinak v Alpách roste až do 1100 m a na Kavkaze až 1800 m.

## Ekologie
Vyskytuje se hlavně na teplých výslunných, kamenitých stráních a mezích, na propustných náspech silnic a železničních tratí vybudovaných z vápencovitého kameniva, na opuštěných polích i vinicích, v nízkých xerofilních křovinách a často i podél jižních, dobře osluněných lesních okrajů. Na půdu není náročná, dává však znatelně přednost sušším než vlhčím místům, nejlépe vyhovují stanoviště se zásaditým podložím. Její kořeny sahají poměrně hluboko a po nevelkém požáru, např. vypalování trávy, se rychle obnovuje. Kvete jednou za sezonu, obvykle v červnu a červenci. Ploidie druhu je 2n = 42.
V české přírodě se vyskytuje ve dvou tvarech, buď jako do široka rozložený polykormon, který neroste výše než 1 m, nebo jako samostatně rostoucí keř, jenž bývá i o půl metru vyšší. První případ je patrně důsledkem vnějšího zásahu člověkem, například poškození mladého keře kosením, pastvou nebo vypalováním, kdy se keř v rámci sebezáchovy donutil k silnému rozrůstání podzemními odnožemi. Ve druhém se patrně jedná o keř vyrostlý samostatně ze zavlečeného semene, jehož růst nebyl v mládí narušen.

## Popis
Široce polokulovitý, dosti hustý keř s prutnatými, obloukovitě sehnutými stonky až k zemi, který bývá průměrně vysoký okolo 100 cm. Stonky i letorosty jsou pouze řídce a nepravidelně porostlé štíhlými, rovnými, jen výjimečně hákovitými ostny. Listy s krátkým chlupatým řapíkem vyrůstají střídavě, jsou složené, lichozpeřené a jsou tvořené dvěma či třemi páry lístků. Tuhé, drsné lístky mají tvar vejčitý nebo široce eliptický, bývají dlouhé 20 až 45 mm, široké 15 až 30 mm, na bázi jsou klínovité a na konci špičaté. Po obvodě jsou dvojnásobně zubaté, občas na obou stranách řídce chlupaté, na lícní straně jsou matně zelené a na rubové vždy světlejší. Palisty jsou velké a po okraji chlupaté.
Květy vyrůstají na 2 cm stopkách obvykle jednotlivě nebo po dvou, v případě většího počtu vytvářejí okoličnaté květenství. Pětičetné květy příjemně voní, jsou růžové až tmavě růžové, bývají v průměru velké okolo 5 cm a mají tvar ploché misky. Kališní lístky jsou zpeřené, velké 18 až 20 mm a mají podlouhlé přívěsky, po opylení se ohýbají dolů a brzy opadávají. Korunní lístky jsou dlouhé 20 až 30 mm, jsou volné a mají barvu růžovou ve světlých i tmavších odstínech. V květu je hodně pomnožených žlutých tyčinek nesoucí stejně zbarvené prašníky. Ze spodního semeníku vyrůstá mnoho krátkých pýřitých čnělek, které s bliznami vytvářejí hlavičku vystupující nad češuli. Květy jsou opylovány hmyzem slétajícím se pro nektar.
Šípky bývají ve zralostí tmavě červené a velké 10 až 15 mm, mívají tvar kulovitý nebo stlačeně kulovitý, jsou porostlé drobnými chloupky, disk mají plochý nebo mírně kuželovitý a ústí široké. Obsahují mnoho drobných světle žlutých nažek, semen. Plodní stopky jsou delší než šípky a jsou porostlé načervenalými stopkatými žlázkami a tuhými osténci nebo štětinami.

## Význam
Dřevina je bez valného ekonomického významu, šípků produkuje poměrně málo a jejich sběr je s ohledem na malou velikost a množství semen nerentabilní. Keře v přírodě však sehrávají ekologickou roli, slouží jako útočiště a místo k hnízdění pro mnohé drobné savce i ptáky a samotné šípky jako potravinový zdroj v zimním období.

## Ohrožení
Růže Jundzillova je podle IUCN hodnocená jako málo dotčený druh (LC), kdežto v České republice je s ohledem na postupně klesající stavy považována za ohrožený druh (C3).